# ミッキー・ディー
ミッキー・ディー（Mikkey Dee、1963年10月31日 - ）は、スウェーデン出身のロックミュージシャン、ドラマー。
主にHR/HMの分野で活動し、特に英ロックバンド「モーターヘッド」で長らく活躍した。ほか「キング・ダイアモンド」「スコーピオンズ」などに在籍している。

## 生い立ちとキャリア
スウェーデン南部のイエテボリにて、ギリシャ人の父親とスウェーデン人の母親との間に生まれる。イアン・ペイス、ブライアン・ダウニー、ニール・パート、スティーヴ・スミスらの影響を受け、バディ・リッチを尊敬する。1973年には、ゲイシャという、スウェーデンのローカルバンドでドラマーとしてのキャリアをスタートさせる。

### キング・ダイアモンド（1985年 – 1989年）

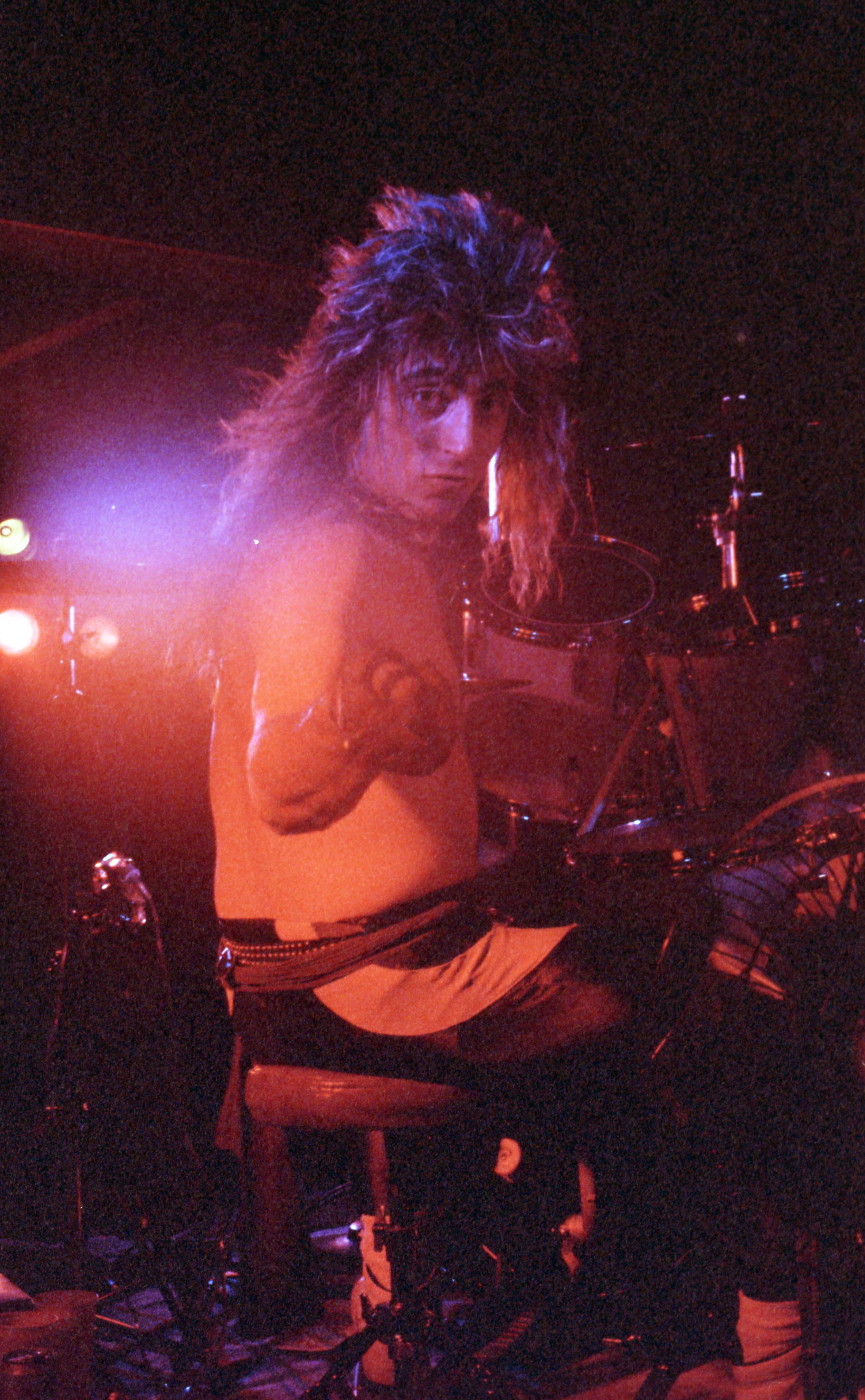
キング・ダイアモンド - アビゲイル・ツアー（1987年）

1985年、デンマークの首都コペンハーゲンに移住。同国の元マーシフル・フェイトの中心人物、キング・ダイアモンドが結成した冠名のバンド「キング・ダイアモンド」に参加。シングル「ノー・プレゼンツ・フォー・ザ・クリスマス」(1985)、アルバム『フェイタル・ポートレイト』(1986) でデビュー。
続く『アビゲイル』(1987)、『ゼム』(1988) の成功でブレイクするが、所詮ダイアモンドのバッキング・メンバーに過ぎない立ち位置に満足できず、4作目『コンスピラシー』(1989) の制作開始直前に脱退（結局『コンスピラシー』のレコーディングには一部の曲でセッション・ドラマーとして参加した）。

### ドン・ドッケン（1990年）
1990年に、ドン・ドッケンのソロ・アルバム『アップ・フロム・ジ・アッシェズ』のレコーディングに参加。収録曲 "Stay" と "Mirror Mirror" のPVはMTVの「ヘッドバンガーズ・ボール」でヘヴィー・ローテーションとなる。バンドはジューダス・プリーストのオープニング・アクトや、自らがヘッドライナーを務めるツアーを敢行した。ディーは同時期にWWIIIでも活動。

### モーターヘッド（1992年 - 2015年）

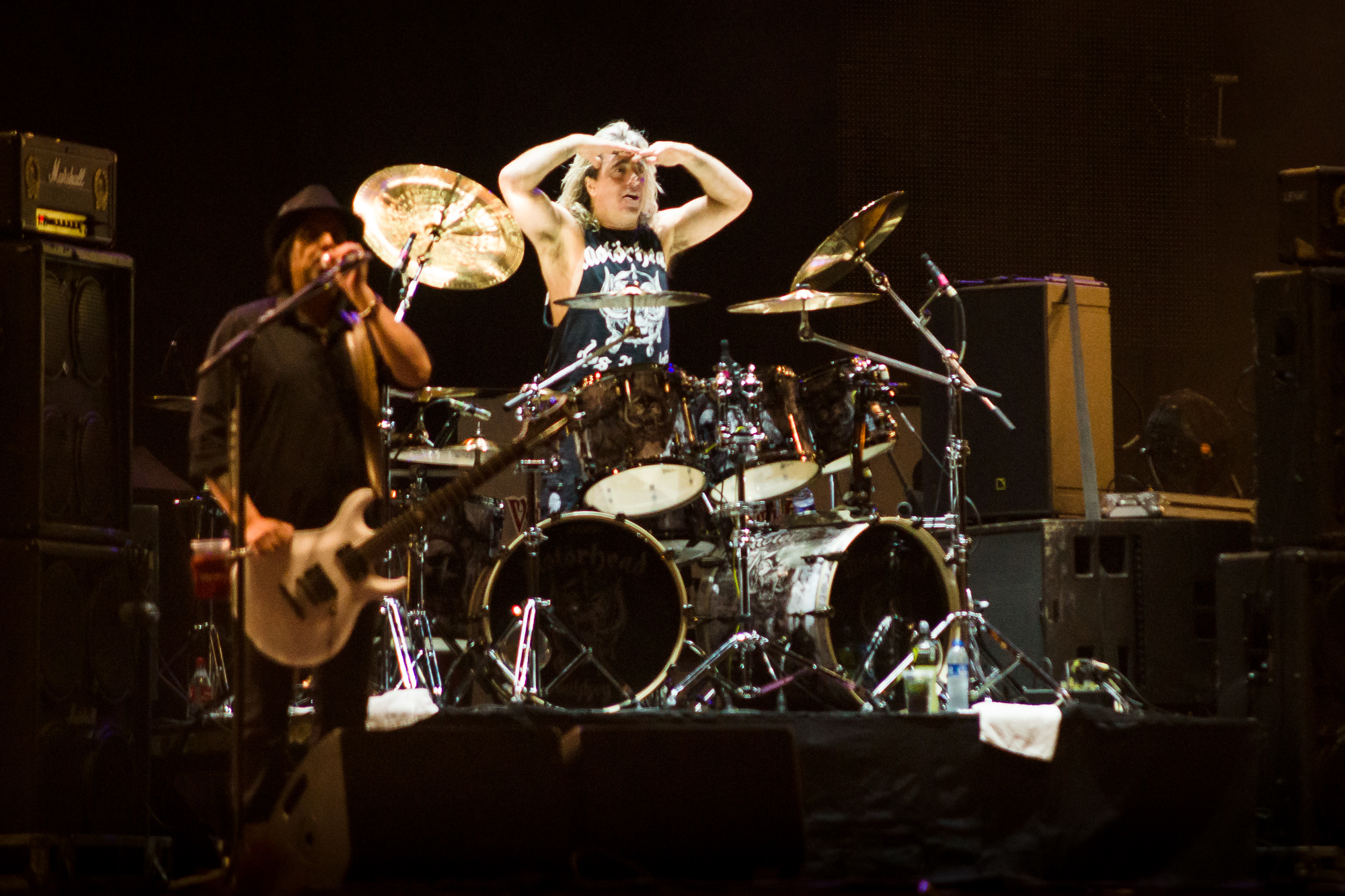
モーターヘッド - ポーランド公演 (2013年5月)

1992年、レミーの要請を受け、フィルシー・テイラーの後任としてモーターヘッドに加入。8月30日、サラトガ・スプリングズのサラトガ・パフォーミング・アーツ・センターで、モーターヘッドのメンバーとしての初ステージを踏んだ。しかし、同年リリースされたアルバム『マーチ・オア・ダイ』はトミー・アルドリッジがドラムスを担当してレコーディングはほとんど済んでおり、ディーの参加は「ヘルレイザー」と「ヘル・オン・アース」（本作には未収録、後に映画ヘルレイザー3のサウンドトラックに収録）の2曲のレコーディングに止まった（レコーディングされた曲の大半はアルドリッジのプレイであったが、アルバム・スリーブにはディーの写真が使われた。）。
1993年、ディーが初めてフルに参加したアルバム『バスターズ』がリリース。
以降、モーターヘッドの屋台骨を支え続けた。レミー、フィル・キャンベルと組んだトリオは、バンドの歴史の中で最も長期間にわたって活動しており、ディー自身も歴代のドラマーの中で最も長くプレイしている。2015年12月、モーターヘッドの中心人物であるレミー・キルミスターが死去、その後ディーは公式にバンドの終了を宣言している。

### スコーピオンズ（2016年 - ）

スコーピオンズ - フランス・レンヌ公演 (2018年6月)

2016年5月、病気療養中のジェイムス・コタックに代わって「スコーピオンズ」の全米ツアーに参加。9月に正式メンバーとして加入する事が発表された。10月にはスコーピオンズの一員として来日、LOUD PARK 2016のヘッドライナー出演も含め、3公演を行った。作品では、2017年リリースのベスト・アルバムから参加している。

### その他のセッション参加
- ハロウィンの2003年のアルバム『ラビット・ドント・カム・イージー』のレコーディングに助っ人として参加している[10]。
- 2006年4月、再結成したキング・ダイアモンドがヨーテボリで行ったライブに参加[11]。
- イー・タイプのバックも務め、2003年の「ユーロメンタル・ツアー」に同行したほか、2004年のメロディーフェスティバーレン2004（ユーロビジョンのスウェーデン国内予選）でも彼をサポートした。

## 使用機材
- SONORのドラムを使用している。シグネイチャーモデルのスネアドラムが発売されており、モーターヘッドのバンドロゴなどのアートワークが施されている。
- シンバルはパイステ、スティックはWincentのミッキー・ディーモデルを使用。

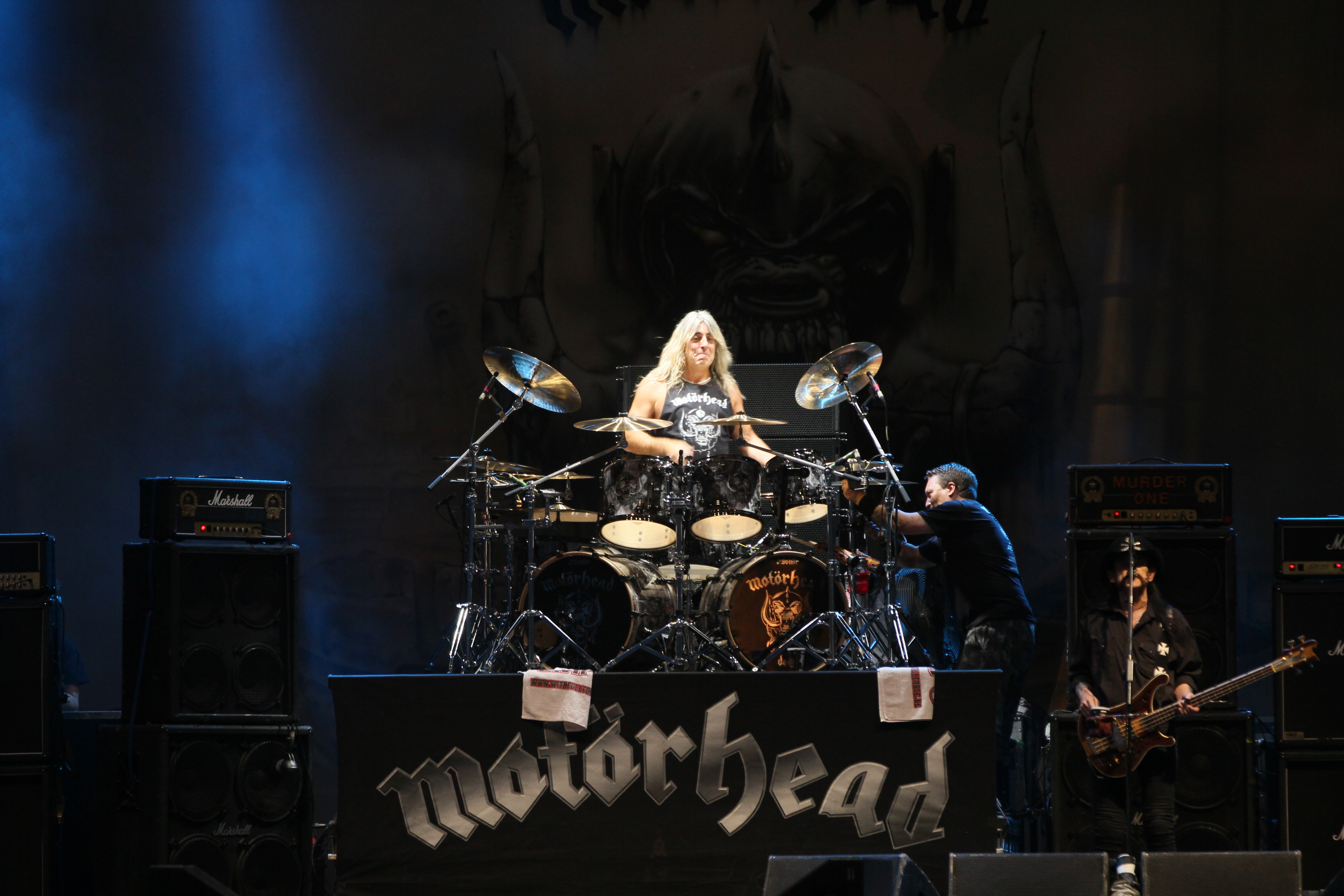
愛用のドラムセット (2014年)
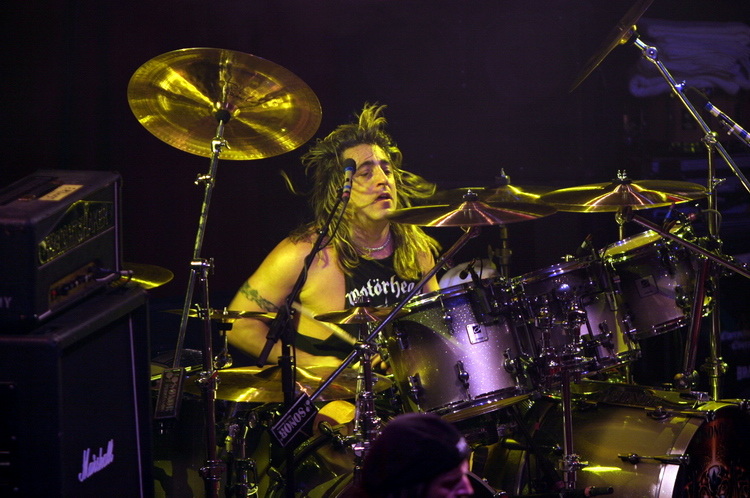
激しいドラミング (2005年)

## その他
ディーは熱狂的なアイスホッケー・ファンであり、かつては自身も選手であった。

## ディスコグラフィ

### キング・ダイアモンド
- フェイタル・ポートレイト - Fatal Portrait (1986)
- アビゲイル - Abigail (1987)
- ゼム - Them (1988)
- コンスピラシー - Conspiracy (1989)
- イン・コンサート1987—アビゲイル— - In Concert 1987: Abigail (1991) ※1987年録音

### ドン・ドッケン
- アップ・フロム・ジ・アッシェズ - Up from the Ashes (1990)

### モーターヘッド
- マーチ・オア・ダイ - March ör Die (1992) ※1曲のみ参加
- バスターズ - Bastards (1993)
- サクリファイス - Sacrifice (1995)
- オーヴァーナイト・センセーション - Overnight Sensation (1996)
- スネイク・バイト・ラヴ - Snake Bite Love (1998)
- ウィ・アー・モーターヘッド - We Are Motörhead (2000)
- ハマード - Hammered (2002)
- インフェルノ - Inferno (2004)
- キッス・オブ・デス - Kiss of Death (2006)
- モータライザー - Motörizer (2008)
- ザ・ワールド・イズ・ユアーズ - The Wörld is Yours (2010)
- Aftershock (2013)
- バッド・マジック - Bad Magic (2015)

### ハロウィン
- ラビット・ドント・カム・イージー - Rabbit Don't Come Easy (2003)

### スコーピオンズ
- 愛のために生きて〜バラード・ベスト - Born to Touch your Feelings: Best of Rock Ballads (2017)
- ロック・ビリーヴァー - Rock Believer (2022)